# Thủy điện Tuyên Quang
Nhà máy thủy điện Tuyên Quang, trước đây gọi là Nhà máy thủy điện Na Hang, nằm trên dòng sông Gâm thuộc địa phận thị trấn Na Hang, huyện Na Hang, tỉnh Tuyên Quang, Việt Nam

## Quá trình xây dựng
Công trình thủy điện Tuyên Quang được khởi công xây dựng vào ngày 22 tháng 12 năm 2002 và sau 5 năm được khánh thành vào ngày 15 tháng 12 năm 2008. Công trình được thiết kế có 3 tổ máy, phát điện lên lưới điện quốc gia với công suất là 342 MW, sản lượng điện trung bình hằng năm là 1,295 tỷ kWh. Tổng diện tích mặt nước trên hồ thủy điện hơn 8.000 ha, dung tích 2 tỷ m³ nước.
Đây là nhà máy thủy điện có công suất lớn thứ năm của miền Bắc sau các Nhà máy thủy điện Sơn La, Nhà máy thủy điện Hòa Bình, Nhà máy thủy điện Lai Châu và Nhà máy thủy điện Huổi Quảng.

### Thông số kỹ thuật
Hình thức đập: đập đá đổ, bản mặt bằng bê tông cốt thép. Chiều dài đập theo đỉnh: 717,9 m. Chiều cao đập lớn nhất: 92,2 m. Chiều rộng đỉnh đập: 10 m. Mực nước dâng trung bình: 36 m. Dung tích hồ chứa nước: 2,245 tỷ m³. Số tổ máy: 3 tổ máy. Công suất thiết kế: 342 MW. Loại đập: Đá đổ bê tông bản mặt. Thời gian thi công: 5 năm. Khối lượng đào đắp: 13 triệu m³ đất đá. Đổ bê tông: 950.103 m³. Khoan phun: 101.103 m dài. Lắp đặt thiết bị: 15.103 tấn. Tổng vốn đầu tư 7.500 tỷ đồng.

### Hồ Na Hang
Hồ Na Hang là vùng hồ chứa nước của nhà máy, được tạo ra do đập chắn giữ nước, dung tích hồ chứa nước từ 1,5 đến 2 tỷ m³. Hồ Na Hang đảm bảo phòng chống lũ cho thành phố Tuyên Quang và tham gia giảm lũ đồng bằng sông Hồng, tạo nguồn cấp nước mùa kiệt cho đồng bằng sông Hồng.

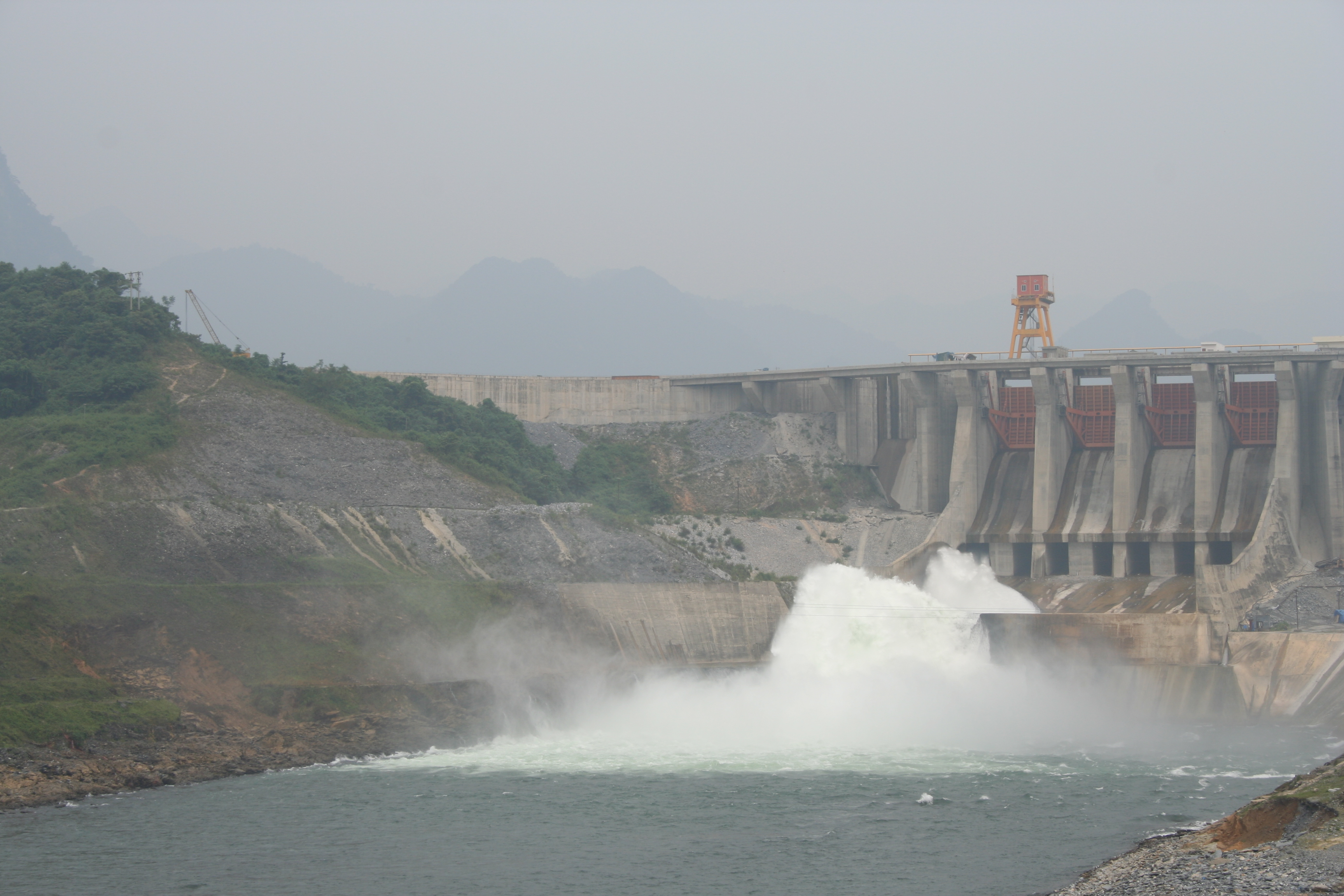
Cửa xả thủy điện Na Hang, 2007.
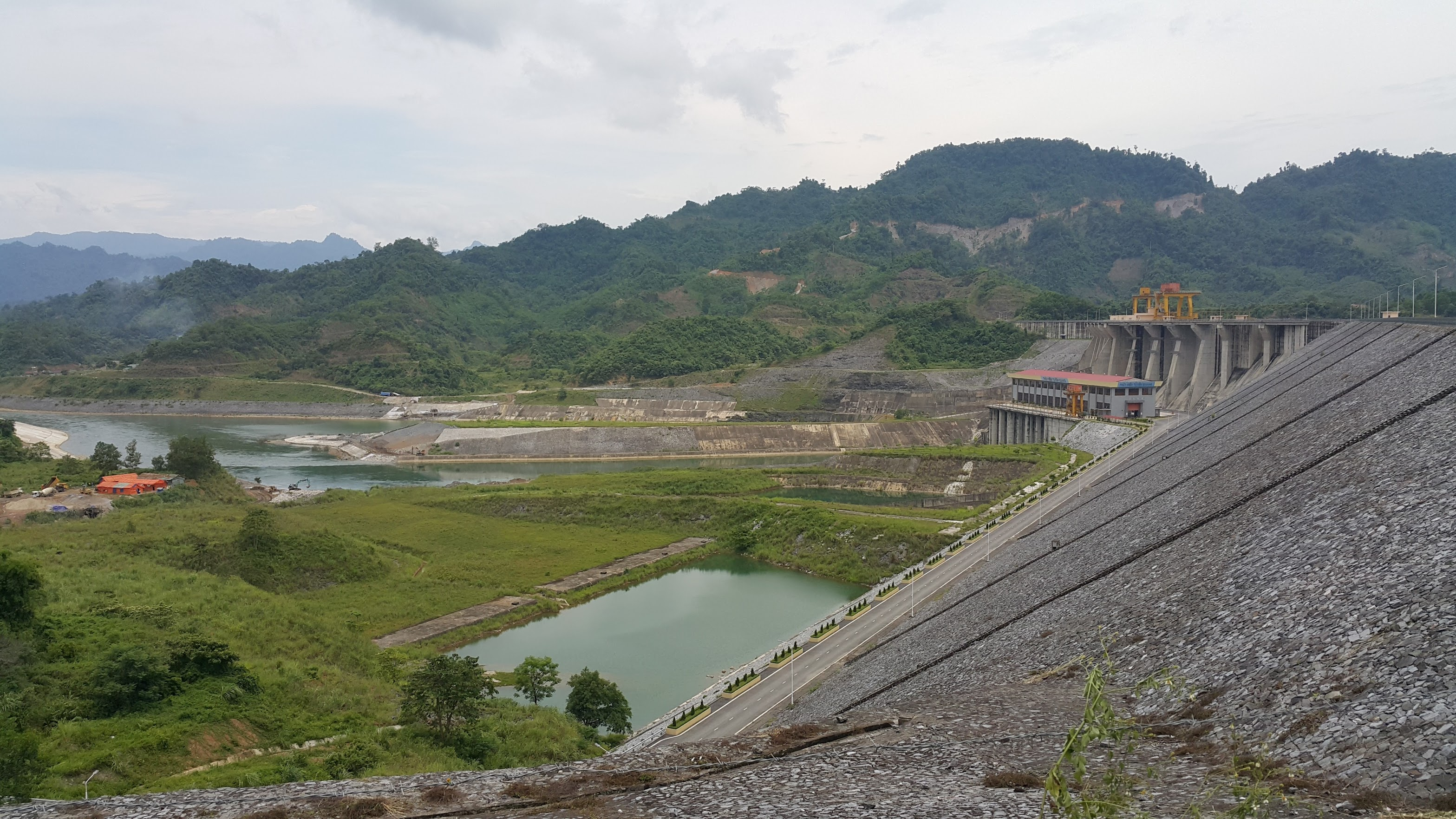
Đập thủy điện Tuyên Quang
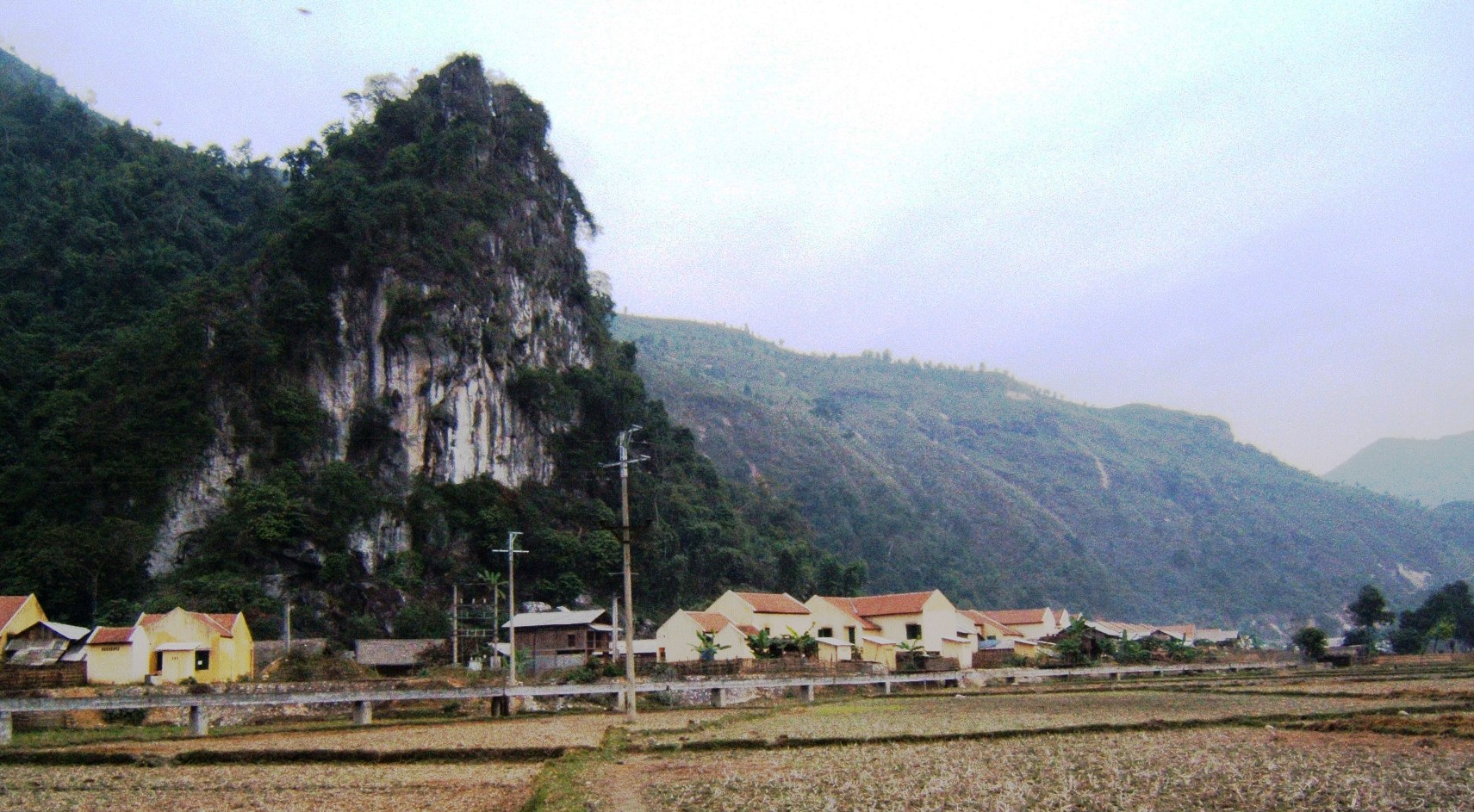
Khu tái định cư thủy điện Tuyên Quang ở bản Nà Sài, xã Minh Ngọc, Bắc Mê.
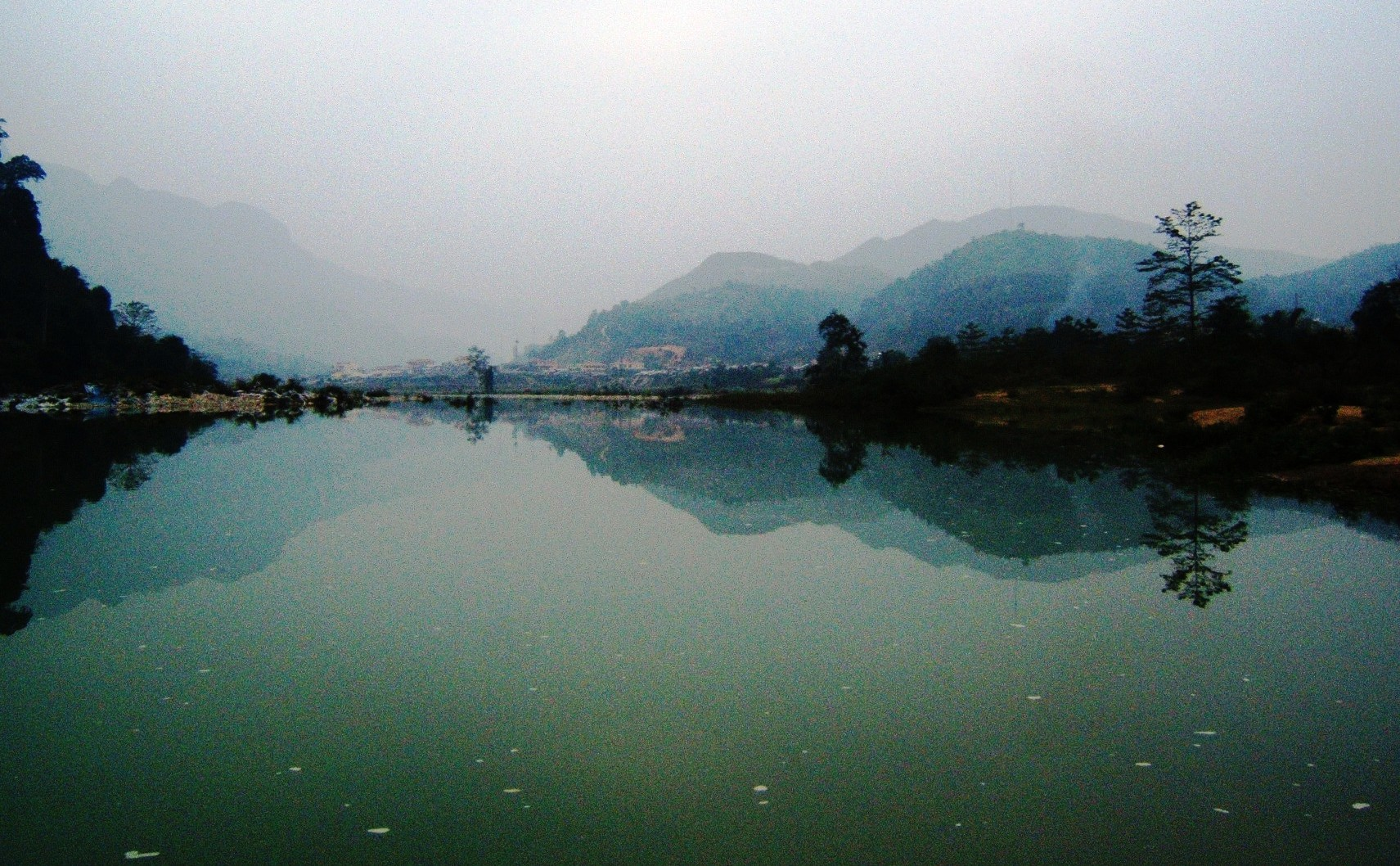
Sông Gâm tại Yên Phú, Bắc Mê khi thủy điện Tuyên Quang tích nước, 2007.

## Thủy điện liên quan
Xuôi dòng sông Gâm cỡ 40 km có Thủy điện Chiêm Hóa 22°11′54″B 105°19′41″Đ / 22,198333°B 105,328056°Đ có công suất lắp máy 48 MW, khởi công tháng 10/2009 và hoàn thành tháng 3/2013, tại xã Ngọc Hội, huyện Chiêm Hóa.